# 地狱变
《地獄變》（日语：／ Jigokuhen），是芥川龍之介於1918年（大正7年）發表的短篇小說代表作。是根據日本名著《今昔物語》第28卷中的一個故事及《宇治拾遺物語》中一段相似的故事，進行改寫。

## 故事內容
小說內容講述了一個日本平安时代的故事，自負的畫師良秀人緣極差，主家甚至將所養的猴子取名為「良秀」以嘲弄他。畫師非常重視藝術，但不善於描畫未曾親歷過的事情，只能畫親眼所見之物。為精進畫藝，他曾在路邊若無其事的素描屍體，也曾縱毒蛇攻擊自己的弟子，以便素描。但他除了美術外，最操心的就是自己在堀川大公別墅中擔任宮女的女兒，他畫了許多畫想把女兒贖回來，卻得不到堀川的許可。
驕奢淫逸的堀川命良秀畫一扇“地獄變”屏風，但是良秀苦於畫不出一位嬪妃陷於烈焰中的痛苦神情，因此請堀川大公提供“點燃大火的檳榔毛車，中坐一位貴族裝扮的艷麗女人”的真實情景。最後堀川答應了，但是他焚燒的車，車內鎖鏈捆綁的女主角，是良秀的女兒。猴子良秀躍入車中與之共死，但畫師良秀在目睹女兒慘遭火刑驚心動魄的一幕後，臉上的神情竟由驚怕轉為欣悅，完全以畫師的觀點取代父親的立場觀看這場慘劇。「地獄變」屏風最後如期完成，眾人皆為屏風的技藝高妙所懾服。但是第二天晚上，失去愛女的良秀在屋子裏懸梁自盡了。

## 改编作品
2009年日本動畫青色文學系列中將這篇小說改編成動畫，篇幅一集（系列第十二集），由Madhouse製作。

## 外部連結
- 『地狱变』：新字旧仮名 - 青空文庫（日語）